# گمینا شلشن
گمینا شلشن (به لهستانی:  Gmina Ślesin) یک گمینا در لهستان است که در شهرستان کونگن واقع شده‌است. گمینا شلشن ۱۴۵٫۶۹ کیلومتر مربع مساحت و ۱۳٬۴۴۶ نفر جمعیت دارد.